# Jásir Arafat
Jásir Arafat (arabsky ياسر عرفات‎, rodným jménem Muhammad Abd ar-Rahman Abd ar-Ra'úf Arafát al-Qudwa al-Husajní; 4/24 srpna 1929 Káhira – 11. listopadu 2004 Clamart), známý také jako Abu Ammár (arabsky ابو عمّار‎), byl palestinský politický vůdce, v letech 1969–2004 předseda Organizace pro osvobození Palestiny a mezi roky 1994–2004 prezident Palestinské národní správy. Ideologicky se hlásil k arabskému nacionalismu a socialismu. 
Narodil se palestinským rodičům v egyptské Káhiře, kde strávil většinu svého mládí. Studoval na Univerzitě krále Fuada I. a během studií byl stoupencem arabských nacionalistických a antisionistických myšlenek. Byl odpůrcem vzniku Státu Izrael v roce 1948 a během arabsko-izraelské války v roce 1948 bojoval po boku Muslimského bratrstva. Po porážce arabských jednotek se vrátil do Káhiry a v letech 1952–1956 působil jako předseda Všeobecného svazu palestinských studentů.
V druhé polovině 50. let spoluzaložil polovojenskou organizaci Fatah, která usilovala o odstranění Izraele a jeho nahrazení palestinským státem. Fatah působil v několika arabských zemích, odkud podnikal útoky na izraelské cíle. Ve druhé polovině 60. let Arafatova popularita vzrostla; v roce 1967 vstoupil do Organizace pro osvobození Palestiny (OOP) a v roce 1969 byl zvolen předsedou Palestinské národní rady. Rostoucí aktivita Fatahu v Jordánsku vyústila ve vojenské střety s jordánskou vládou krále Husajna I. a na počátku 70. let se organizace přesunula do Libanonu. Tam Fatah pomáhal Libanonskému národnímu hnutí během libanonské občanské války a pokračoval v útocích na Izrael, v důsledku čehož se organizace stala hlavním terčem izraelských invazí během konfliktu v jižním Libanonu v roce 1978 a první libanonské války v roce 1982.
V letech 1983–1993 žil v Tunisku a začal zaujímat postoje otevřené dialogu s Izraelci. V roce 1988 uznal právo Izraele na existenci a usiloval o dvoustátní řešení izraelsko-palestinského konfliktu. V roce 1994 se vrátil do Palestiny, usadil se ve městě Gaza a prosazoval samosprávu palestinských území. Vedl řadu jednání s izraelskou vládou s cílem ukončit konflikt mezi ní a OOP. Jednalo se například o Madridskou konferenci (1991), dohody z Osla (1993) a summit v Camp Davidu (2000). Úspěch dohody z Osla vedl k tomu, že mu byla spolu s Jicchakem Rabinem a Šimonem Peresem udělena Nobelova cena za mír. V té době podpora Fatahu mezi Palestinci klesala, mimo jiné kvůli vzestupu Hamásu a dalších organizací. V letech 2002–2004 byl fakticky vězněn ve svém domě v Rámaláhu. Koncem roku 2004 upadl do kómatu a zemřel. Přestože příčina jeho smrti zůstává předmětem spekulací, vyšetřování ruských a francouzských týmů ukázalo, že nezemřel cizí vinou.
I po své smrti zůstává Arafat kontroverzní osobností. Palestinci ho obecně považují za mučedníka, který symbolizoval národní aspirace svého lidu. Izraelci ho považovali za teroristu. Palestinští rivalové, včetně islamistů a několika levicových představitelů OOP, ho často odsuzovali jako zkorumpovaného nebo příliš submisivního ve svých ústupcích izraelské vládě.

## Lídr boje za osvobození Palestiny
Patřil ke spoluzakladatelům největší palestinské ozbrojené organizace Fatah. Od roku 1965 stál v jejím čele. Většinu svého života strávil bojem za právo na sebeurčení Palestinců.
Pod jeho vedením Fatah postupně nahradil ozbrojený boj jako hlavní metodu na cestě k nezávislosti hledáním politických způsobů řešení. To vedlo ke sporům a konfliktům s extrémistickými palestinskými organizacemi jako Hamas a další. V roce 1974 Organizace pro osvobození Palestiny (OOP) dostala status pozorovatele při OSN. V důsledku toho její představitel získal větší prostor k propagaci palestinských zájmů na mezinárodní scéně. V roce 1988 Arafat vyhlásil vznik Nezávislého palestinského státu a v roce 1989 byl v Tunisu jmenován exilovým prezidentem Palestiny. V devadesátých letech se zasloužil o odstranění článků deklarujících nutnost zničení státu Izrael z Palestinské charty.[zdroj?]

## Jásir Arafat a SSSR
Šéf rumunské depozitury KGB a šéf rumunské tajné služby generál Ion Mihai Pacepa ve svých knihách uvádí, že OOP byl projekt KGB a Jásir Arafat byl vycvičen v KGB. OOP byla desetiletí financována a zásobována ze států socialistického bloku (Semtex z Československé socialistické republiky). Ion Mihai Pacepa, Viktor Suvorov a Stanislav Luněv uvádějí, že za vznikem novodobého islámského terorismu stojí SSSR, jednou z prvních akcí bylo financování a zásobování OOP a vyškolení jeho čelných představitelů včetně Jásira Arafata. Terorismus SSSR viděl jako efektivnější taktiku oproti standardní vojenské operaci proti Izraeli, které vždy skončily prohrou. Toto potvrzuje např. Wallace Edward Brand z University of California nebo Marius Laurinavičius, Senior Analyst, EESC ve své práci Do traces of KGB, FSB and GRU lead to Islamic State? Generál KGB Alexandr Sacharovskij řekl: "V dnešním světě, kdy jaderné zbraně mají zastaralou vojenskou sílu, terorismus by se měl stát naší hlavní zbraní."

## Mírová jednání s Izraelem
Arafat vstoupil do mírových jednání s Izraelem (v Madridu a později Oslu), které vedly k uzavření dohody (13. září 1993 ve Washingtonu) o autonomii v Pásmu Gazy a Jerichu. Dohoda byla uzavřena pod patronátem prezidenta USA Billa Clintona. Spolu se Šimonem Peresem a Jicchakem Rabinem dostal Nobelovu cenu za mír v roce 1993. Jeden z pěti členů výboru, který rozhoduje o udělení této ceny, vzápětí odstoupil ze své funkce na protest proti udělení ceny vůdci organizace, kterou označil za teroristickou. V roce 1995 podepsal Arafat dohodu o rozšíření autonomie (tzv. Oslo II). Dne 20. ledna 1996 proběhly na území Palestinské autonomie volby, byla zvolena Palestinská rada a Jásir Arafat se stal prezidentem. Sídlem Arafatem vedené Palestinské autonomie se stal Ramalláh na Západním břehu Jordánu.

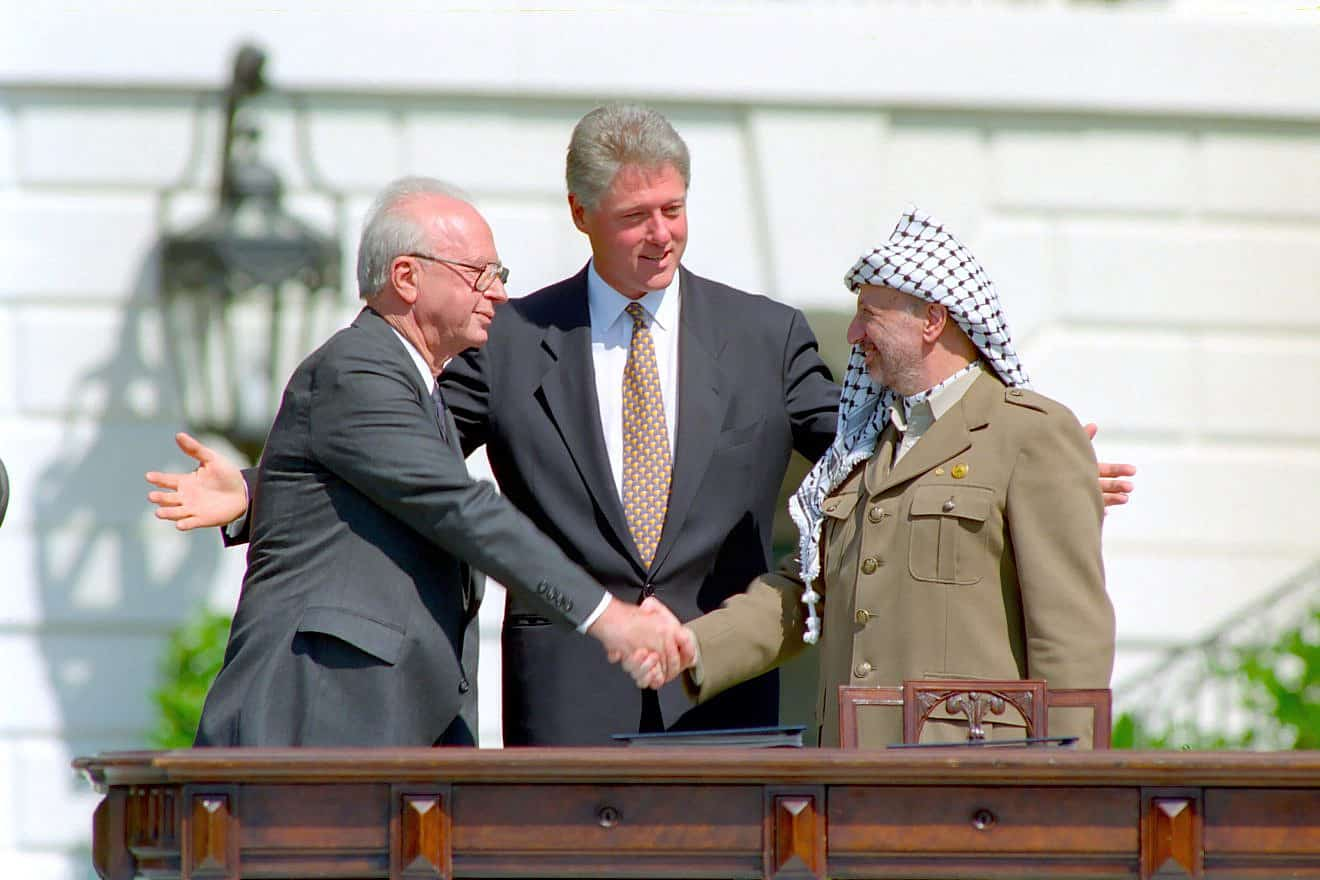
Jicchak Rabin, Bill Clinton a Jásir Arafat během jednání v Oslu 13. září 1993

Očekávaným vyústěním mírových jednání mezi Izraelem a Palestinci mělo být vytvoření palestinského státu v Pásmu Gazy a na Západním břehu Jordánu. Situaci komplikovala řada židovských osad na obou územích a ohrožování Izraele palestinskými sebevražednými atentátníky (v únoru a březnu 1996 bylo spácháno pět sebevražedných atentátů, při nichž zemřelo 76 lidí. Izrael odpověděl uzávěrou Západního břehu a pásma Gazy, aby zamezil průniku teroristů). Možnosti dosažení konečné dohody se snížily poté, co byl zvolen premiérem Izraele Benjamin Netanjahu (1996–1999). Po nástupu Ehuda Baraka (1999–2001) Izrael nabídl na summitu v Camp Davidu (červenec 2000) Palestincům pro jejich stát celé Pásmo Gazy a některé enklávy na Západním břehu Jordánu. Návrh však nepočítal se začleněním Východního Jeruzaléma do budoucího Palestinského státu. Realizace návrhu by znamenala vyklizení téměř všech vzdálenějších židovských osad na Západním břehu. Bylo zřejmé, že větší ústupek Izrael Palestincům zastupovaným Arafatem nabídnout nemůže.[zdroj?] Arafat tento návrh odmítl.
Jednání ještě nějakou dobu pokračovala z iniciativy americké administrativy (summit v Šarm aš-Šajchu, 17. 10. 2000; mírové rozhovory ve Washingtonu, 19.–23. 12. 2000; summit v Tabě, 21.–27. 1. 2001), ale odmítnutí Barakova návrhu a rostoucí nepřátelství, které posléze přerostlo ve vypuknutí druhé palestinské intifády, vedly k radikalizaci obou stran. V procesu mírového uspořádání nastaveného dohodami z Oslo již nebylo možné pokračovat. Většina izraelských politiků přestala Arafata považovat za seriózního partnera k jednání. V březnu 2002 označili Izraelci Arafata za nepřítele a zakázali mu opustit jeho sídlo v Ramalláhu.

## Soukromý život
Podle knihy „Rudé horizonty“ bývalého šéfa rumunské tajné služby Iona Pacepy (vydané roku 1987) byl Jásir Arafat homosexuálně orientován. V roce 1990 se však tajně oženil s 26letou Suhou, která 27. srpna 1995 ve Francii porodila jejich jediného potomka dceru Zahwu.

## Nemoc a smrt
Nemocný Jásir Arafat se 29. října 2004 vydal na léčení do Paříže. Byl to jeho první výjezd z Ramalláhu po třech letech. Na začátku listopadu se Arafatův stav značně zhoršil, a proto část pravomocí týkající se bezpečnosti a financí byla předána premiérovi Palestinské autonomie Ahmadu Kurájovi. Izraelská armáda na Západním břehu Jordánu a v Pásmu Gazy byla z tohoto důvodu uvedena do stavu pohotovosti.
Dne 4. listopadu 2004 se v agenturách objevily zprávy o tom, že Arafat zemřel, ale francouzští lékaři později zprávy dementovali. Arafat se nacházel ve stavu klinické smrti a hlubokém kómatu 4. stupně a tělesné funkce byly udržovány při životě jen lékařskými přístroji. Zemřel v časných ranních hodinách 11. listopadu.

### Pohřeb a mauzoleum

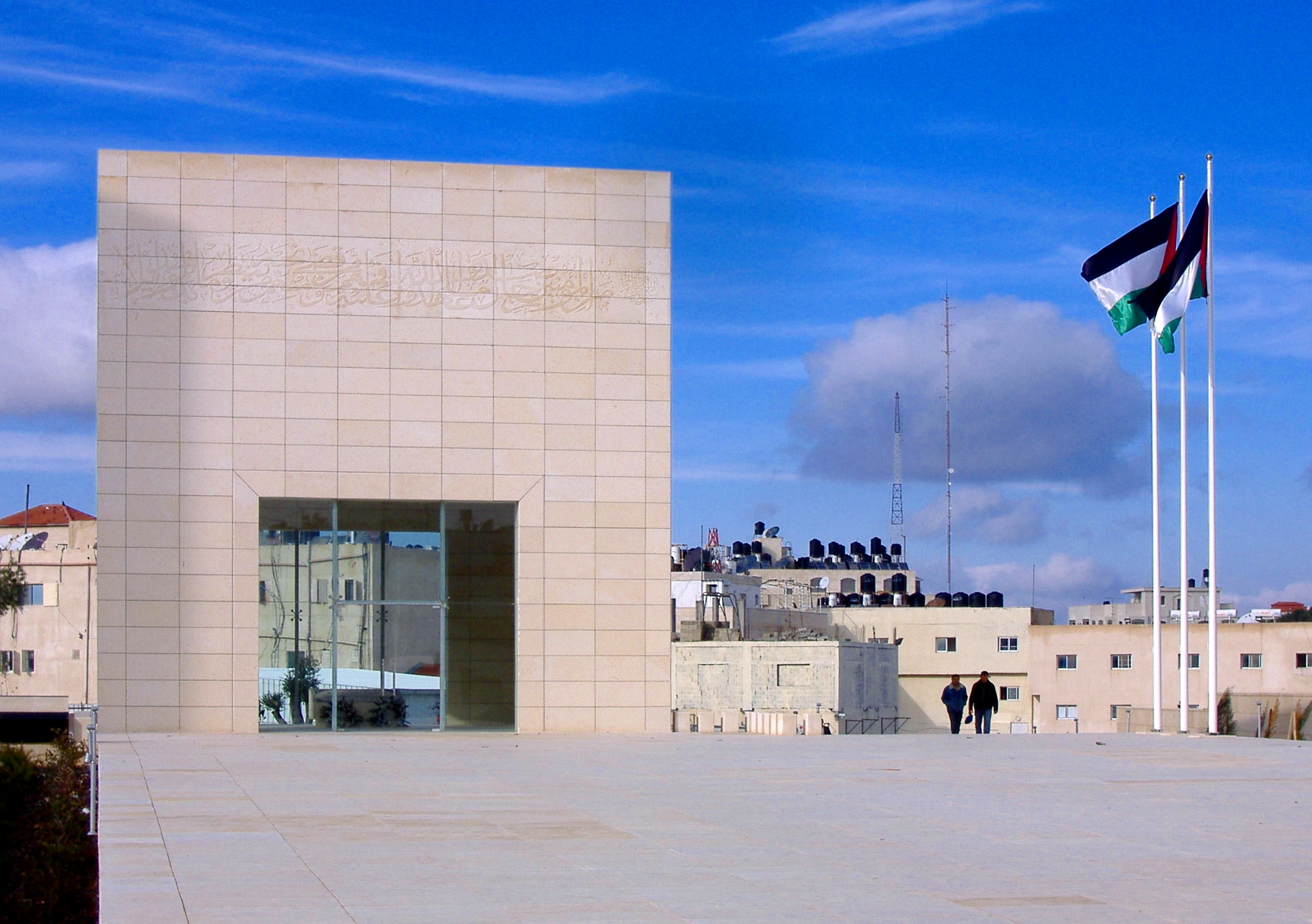
Mauzoleum Jásira Arafata v Rámalahu

Večer bylo jeho tělo přepraveno do Káhiry, kde následujícího dne proběhlo slavnostní rozloučení za přítomnosti zástupců mnoha států. (Rozloučení proběhlo právě v Egyptě, neboť někteří zástupci, zvláště arabských států, by se nemohli dostavit na palestinská území vojensky kontrolovaná Izraelem.) Jeho tělo bylo poté převezeno do Rámaláhu na západním břehu Jordánu a provizorně pohřbeno v betonovém sarkofágu. Izrael nedovolil jeho pohřeb v mešitě Al-Aksá na Chrámové hoře ve Východním Jeruzalémě.[zdroj?] Palestinské vedení prohlásilo, že v příznivé době bude sarkofág s Arafatovou rakví přenesen do této mešity.[zdroj?]
V současnosti je v Rámaláhu mauzoleum i muzeum Jásira Arafata.

### Příčina smrti
Dne 31. července 2012 podala Arafatova manželka žalobu (která zatím není na nikoho mířená) pro údajnou vraždu svého manžela. Spekulovat o příčině Arafatovy smrti se začalo, když stanice Al-Džazíra odvysílala dokument o možné příčině smrti někdejšího palestinského vůdce. Arafatova manželka dala k dispozici osobní věci manžela švýcarským vědcům, kteří prohlásili, že ve věcech bylo nalezeno polonium. Palestinské vedení pak dalo souhlas k exhumaci těla, ta byla provedena 27. listopadu 2012. Také po prozkoumání jeho ostatků ve Švýcarsku došlo k nálezu zvýšené úrovně polonia. Poločas rozpadu polonia (210Po) je 138 dní. Takže po takřka 8 letech klesla jeho počáteční koncentrace na mizivý zlomek. Ruští experti vydali v prosinci 2013 po analýze pozůstatků prohlášení, že Arafat zemřel přirozenou smrtí. Roku 2016 vyšla studie, podle které obsah izotopů olova a plutonia svědčí o otravě a otrava Alexandra Litviněnka, která se odehrála roku 2006 a na které Rusko popírá vinu, měla jen rychlejší scénář.
Jeho osobní lékař v roce 2007 prohlásil, že měl Arafat v době smrti v krvi virus HIV.

## Vyznamenání
- Řád Playa Girón – Kuba, 1974[31][32]
- Řád Bílého lva I. třídy s řetězem – Československo, 18. října 1989[33]
- velkokříž Řádu za zásluhy – Portugalsko, 10. listopadu 1993[34]
- velkokříž Řádu dobré naděje – Jihoafrická republika, 1998[35]
- velkokříž s řetězem Řádu zásluh o Italskou republiku – Itálie, 19. února 1999[36]
- Řád knížete Jaroslava Moudrého I. třídy – Ukrajina, 1999
- řetěz Řádu velkého dobyvatele – Libye
- velkokříž Řádu Ouissam Alaouite – Maroko
- velkokříž Řádu za občanské zásluhy – Španělsko
- velkostuha Řádu republiky – Tunisko